# Eyes (videojoc)
Eyes és una màquina recreativa fabricada per Rock-Ola el 1982.
El jugador controla un globus ocular amb barret a un laberint. Al igual que Pac-Man, l'objectiu és recollir tots els punts per avançar al següent nivell, però cal disparar-los i no menjar-se'ls. Els ulls controlats per l'ordenador tractaran de perseguir i disparar al jugador. Si dispara als ulls de l'ordenador et donaran punts i els remouràs del nivell, però temps després tornaran a aparèixer. Ser disparat per un ull enemic és fatal.
Mentre el joc progressi, més ulls de l'ordenador seran afegits i prendran menys temps per disparar a l'usuari. També es mouran més ràpid.